# Campionati europei di judo 2016
I Campionati europei di judo 2016 sono stati la 27ª edizione della competizione organizzata dalla European Judo Union.
Si sono svolti a Kazan', in Russia, dal 21 al 24 aprile 2016.

## Medagliere
| Pos.   | Nazione     | Oro | Argento | Bronzo | Totale |
| ------ | ----------- | --- | ------- | ------ | ------ |
| 1      | Francia     | 5   | 1       | 2      | 8      |
| 2      | Georgia     | 3   | 3       | 2      | 8      |
| 3      | Russia      | 1   | 2       | 3      | 6      |
| 4      | Paesi Bassi | 1   | 1       | 2      | 4      |
| 5      | Azerbaigian | 1   | 1       | 1      | 3      |
| 6      | Belgio      | 1   | 1       | 0      | 2      |
| 7      | Turchia     | 1   | 0       | 2      | 3      |
| 7      | Polonia     | 1   | 0       | 2      | 3      |
| 9      | Kosovo      | 1   | 0       | 1      | 2      |
| 9      | Slovenia    | 1   | 0       | 1      | 2      |
| 11     | Ungheria    | 0   | 2       | 1      | 3      |
| 12     | Bulgaria    | 0   | 1       | 1      | 2      |
| 12     | Regno Unito | 0   | 1       | 1      | 2      |
| 12     | Israele     | 0   | 1       | 1      | 2      |
| 15     | Austria     | 0   | 1       | 0      | 1      |
| 15     | Ucraina     | 0   | 1       | 0      | 1      |
| 17     | Romania     | 0   | 0       | 3      | 3      |
| 17     | Germania    | 0   | 0       | 3      | 3      |
| 19     | Italia      | 0   | 0       | 2      | 2      |
| 19     | Svezia      | 0   | 0       | 2      | 2      |
| 21     | Armenia     | 0   | 0       | 1      | 1      |
| 21     | Estonia     | 0   | 0       | 1      | 1      |
| Totale | Totale      | 16  | 16      | 32     | 64     |

## Podi

### Uomini
| Evento        | Oro                   | Argento                | Bronzo                          |
| fino a 60 kg  | Walide Khyar          | Orkhan Safarov         | Hovhannes Davtyan Elios Manzi   |
| fino a 66 kg  | Vazha Margvelashvili  | Colin Oates            | Arsen Galstyan Fabio Basile     |
| fino a 73 kg  | Rüstəm Orucov         | Lasha Shavdatuashvili  | Rok Drakšič Nugzar Tatalashvili |
| fino a 81 kg  | Khasan Khalmurzaev    | Avtandil Tchrikishvili | Ivaylo Ivanov Robin Pacek       |
| fino a 90 kg  | Varlam Lip'art'eliani | Krisztián Tóth         | Piotr Kuczera Marcus Nyman      |
| fino a 100 kg | Henk Grol             | Toma Nikiforov         | Michael Korrel Grigori Minaskin |
| oltre 100 kg  | Teddy Riner           | Or Sasson              | Levan Matiashvili Daniel Natea  |
| Squadre       | Georgia               | Russia                 | Polonia Azerbaigian             |

### Donne
| Evento       | Oro                | Argento                | Bronzo                                |
| fino a 48 kg | Charline Van Snick | Éva Csernoviczki       | Monica Ungureanu Dilara Lokmanhekim   |
| fino a 52 kg | Majlinda Kelmendi  | Priscilla Gneto        | Yulia Ryzhova Andreea Chitu           |
| fino a 57 kg | Automne Pavia      | Ivelina Ilieva         | Timna Nelson-Levy Nora Gjakova        |
| fino a 63 kg | Tina Trstenjak     | Kathrin Unterwurzacher | Anicka van Emden Ekaterina Valkova    |
| fino a 70 kg | Gévrise Émane      | Esther Stam            | Fanny Estelle Posvite Szabina Gercsák |
| fino a 78 kg | Audrey Tcheuméo    | Guusje Steenhuis       | Luise Malzahn Natalie Powell          |
| oltre 78 kg  | Kayra Sayit        | Svitlana Iaromka       | Belkis Zehra Kaya Jasmin Kuelbs       |
| Squadre      | Polonia            | Russia                 | Francia Germania                      |